# 十字路 (1978年のテレビドラマ)
『十字路』（じゅうじろ）は、日本のテレビドラマ。主演：千葉真一、脚本：鎌田敏夫、制作：NHK総合テレビジョン、カラー、アナログ放送。土曜ドラマ (NHK)の『鎌田敏夫シリーズ』として、1978年の4月・12月に、各3話ずつ計6話の二部構成で放送された。

## 概要
仕事で日本全国を別々に旅する対照的な男二人が、行き着く街で知り会う人々の様々な問題を協力して解決・友情を深めていくコメディ・青春・恋愛が盛り込まれたホームドラマ。
無骨だが誠実なドライバーに千葉真一、饒舌で朗らかなセールスマンに草刈正雄が扮し、離れて暮らす家庭に問題を抱えてる二人が自分と家族を見つめ直す物語である。男二人（バディ）で繰り広げられる物語は千葉がお気に入りの映画『スケアクロウ』のテイストを取り入れており、草刈は「自分で“ちょっとズッコケた感じ”を作るのが楽しくなった」と本作でコメディに目覚め、俳優として転機になった作品と語っている。
緑魔子・大関優子・大谷直子・久野綾希子・風吹ジュン・木村理恵・丘みつ子・ひし美ゆり子・夏純子ら毎話ごとに登場するヒロインが、千葉真一・草刈正雄との触れ合いで彩られ、微笑ましく楽しいドラマである。熊谷真実は本作で女優デビューを果たしていた。
北海道・島根県・沖縄県・宮城県・山形県・福島県・静岡県・山梨県・高知県と、各話異なる日本各地を舞台にしたロードムービーでもあることから、北海道では真駒内・当別町、島根県では鹿島町・八束町などでロケーション撮影され、札幌市立真駒内小学校・当別町立中小屋小学校・八束町立八束中学校の在校生、鹿島町御津と八束町の人々がエキストラとしてドラマへ協力している。

## ストーリー
車両を目的地へ移動を請け負う陸送屋の木原潤三（千葉真一）と、教材をセールスする営業マンの田口祥平（草刈正雄）。彼らはそれぞれ独りで日本中を旅しているが、冬の北海道で出会う。レンタカーが故障した田口は、人里離れた原野に取り残されていた。そこに高級な外車を陸送する木原が通りかかり、田口を乗せてやる。訳ありふうの派手な服装の女（緑魔子）も同乗していた。3人でしばらく走行していたが、饒舌な田口に怒った木原は途中で放り出してしまう。

## キャスト
- 木原潤三 - 千葉真一
- 井岡弘 - 赤塚真人
- 社長 - 中村孝雄 ※第二部 第2話・第3話
- 田口祥平 - 草刈正雄

## エピソード

### 第一部
第1話「北海道編 家族」（1978年4月15日初回放送）
- 沢井万里子 - 大関優子
- 農場主 - 村井洋
- 小樽の隣家の女 - 大橋英子
- トラック運転手 - 丸谷小一郎
- トラック運転手の妻 - 松井信子
- 札幌地下街の女 - 藤原祐子
- 札幌地下街の女の子供 - 須川英治
- 万里子の友人 - 木崎雅子
- 帳場の女 - 森康子
- ウエイトレス - 梅木孝子
- 高木千津 - 緑魔子
- 千津の義妹 - 蓜島恵子
- 千津の妹 - 酒井みゆき
- 千津の義母 - 飯田テル子
- 千恵 - 堀越恵里子
- 駐車場の男たち - 吉澤高明、山野久治、猪野祐二
- 警官 - 小倉馨、飛弾昇、倉地雄平
- OLグループ - 佐々木祥恵、平野美智良、塚本久子
- スケート場の子供たち - 札幌市立真駒内小学校生徒
- 運動場の子供たち - 当別町立中小屋小学校生徒、当別町立中小屋中学校生徒
- 鳳プロ

第2話「出雲編 故郷」（1978年4月22日初回放送）
- 麻田源治 - 花沢徳衛
- 麻田しの - 西口紀代子
- 中学校の先生 - 青砥洋、高野智子
- 佐良みちる - 妹尾琢磨
- 麻田典江 - 大谷直子
- 門脇節子 - 久野綾希子
- 運送会社 事務員 - 池内英之
- 幸子 - 椋本都義栄
- 小学校の先生 - 津田恵一郎
- 中学生たち - 八束町立八束中学校生徒
- 鹿島町御津の人々、八束町の人々、鳳プロ

第3話「沖縄編 自由」（1978年4月29日初回放送）
- 木原和子 - 大楠道代
- 坂上信男 - 林ゆたか
- 羽地明仁 - 岩下浩
- おばさんたち - 藤村幸子、宮里澄子、松田敏千代
- 宮城時枝 - 風吹ジュン
- 宮城修作 - 大宜見小太郎
- 宮城マチ子 - 大宜見静子

### 第二部
第1話「みちのく編 ブルートレインの少年」（1978年12月2日初回放送）
- 速水典子 - 木村理恵
- 小森まさる - 大場利明
- 相原路恵 - 浅利香津代
- 相原昭夫 - 牧良介
- 田島源治 - 柳谷寛
- 牧師 - 北村耕太郎
- 幸子 - 佐藤栄子
- 幸子の夫 - 今光弘
- 幸子の娘 - 森真由美
- 旅館の仲居 - 相沢ケイ子
- 女子大生 - 矢崎里香、藤原清世、住吉由美子
- 有線の男 - 青森伸
- 酒房の女の子 - 伊藤千鶴子、明石幸子
- 駐車場係員 - 長内和雄、三上昭一
- 工事事務所の人 - 仲谷進、牧野慶一
- やくざ風の男 - 岡本隆、新みのる、竹田寿郎
- 鳳プロ
- 田島計治 - 山田吾一

第2話「富士山麓編 樹海の中の少女」（1978年12月9日初回放送）
- 沢井睦子 - 丘みつ子
- 副島杏子 - 戸田京子
- 野田祐吉 - 中井啓輔
- 由紀江 - ひし美ゆり子
- 由紀江の夫 - 伊藤孝男
- 杏子の父 - 伊藤正博
- 杏子の母 - 大月優子
- 若い男 - 宮崎達也
- ドライブインの店員 - 河野勇二
- 作業員 - 大寄正吉
- 勇 - 津畑太一
- 川倉弘 - 大門正明

第3話「南国高知編 結婚しない男と結婚しない女」（1978年12月16日初回放送）
- 矢崎英子 - 夏純子
- 村田泰吉 - 三上真一郎
- 平造 - 汐路章
- 光男 - 村尾幸三
- 松夫 - 岡村公次郎
- 富平 - 前田文男
- 少年 - 佐瀬陽一
- 鰹節工場のおばさん - 赤木葉子、前川めぐみ
- 真弓の友達 - 柏井千草、浜田正子、竹崎優子、戸川絵夢
- 鳳プロ
- 英子の母 - 真咲美岐
- 英子の妹・真弓 - 熊谷真実

## スタッフ
- 制作 - 沼野芳脩
- 脚本 - 鎌田敏夫
- 演出 - 中村克史（第一部第1話、第二部第1話）、高野喜世志（第一部第2話）、和田勉（第一部第3話）、 小林平八郎（第二部第2話）、田代勝四郎（第二部第3話）
- カメラ - 鈴木高士（第一部第1話）、石根英光（第一部第2話）、崎山健一（第一部第3話）、鈴木弘（第二部第1話）、上原康雄（第二部第2話）、藤本宏三（第二部第3話）
- 照明 - 木下正雄（第二部第1話）、内藤功（第二部第2話）、福島輝雄（第二部第3話）
- 音声 - 山本和夫（第二部第1話）、渡辺秀男（第二部第2話）、篠根正継（第二部第3話）
- 技術 - 杉村忠彦（第一部第1 - 2話）、森野文治（第一部第3話、第二部第2, 3話）、稲垣恵三（第二部第1話）、武井樹一（第二部第1話）、林兵征（第二部第3話）
- 美術 - 蒔田穣（第一部第1, 3話、第二部第1話）、岸川淳一（第一部第2話）、吉保舜三（第二部第2話）、内藤政市（第二部第3話）
- 効果音 - 柏原宣一（第一部第1話、第二部第1話）、寺田尚弘（第一部第2話）、高橋美紀（第一部第3話）、山本浩（第二部第2話）、加藤宏（第二部第3話）
- 記録 - 市川筆子（第二部第1話)、山崎清子（第二部第2 - 3話）
- 琉球舞踊指導 - 志田房子（第一部第3話）
- 企画･制作 - NHK

## 音楽
- 音楽 - 井上堯之、中村哲（第二部）
- オープニングテーマ - ウォーターマインドファミリー
- エンディングテーマ - ウォーターマインドファミリー、紫（第一部第3話）
- BGM - 渡辺貞夫 「California Shower 」（第二部第1話）